# Brandkreekpolder
De Brandkreekpolder is een polder ten noorden van Sint-Margriete, behorende tot de Eiland- en Brandkreekpolders.
De polder ontstond door afdamming van de in 1622 als linie ontstane Brandkreek. Dit geschiedde in 1711, waarbij de grens tussen de Staatse en de Oostenrijkse Nederlanden door de -op zich ook al bochtige en langgerekte polder- slingerde. Dit deel van de grens is tegenwoordig de Belgisch-Nederlandse grens en wordt aangegeven door de grenspalen 332-335. Het oostelijk deel van de Brandkreek werd een afzonderlijke polder, de Krakeelpolder. Hier vindt men de grenspalen 330-332. Het Nederlandse deel van de polder is 105 ha groot, het Belgische deel is ongeveer even groot.
De polder wordt begrensd door de Brandkreekdijk, Goedleven, Zeestraat, Vluchtelingenstraat, Sint-Livinuspolder, Sint-Margrietepolder en Sint-Margrietepolderdijk.